# Fluorbuergerita
La fluorbuergerita és un mineral de la classe dels silicats, que pertany al grup de la turmalina. Va ser descoberta l'any 1966 i nomenada així per Martin Julian Buerger (1903-1986), eminent mineralogista i cristal·lògraf nord-americà pioner en l'anàlisi d'estructures cristal·lines, que va inventar la càmera de rajos X per fotografiar la simetria del cristall.
Va ser descrita per primera vegada per una ocurrència en cavitats riolítiques prop de Mexquitic, Sant Luis Potosi, Mèxic. Va ser aprovat com un mineral l'any 1966 pel IMA i nomenat en honor de Martin J. Buerger (1903–1986), professor de mineralogia en l'Institut de Tecnologia de Massachusetts. També s'ha informat d'ocurrències en Mines Gerais, Brasil, i a la Regió de Bohèmia Central de la República Txeca.

## Característiques químiques

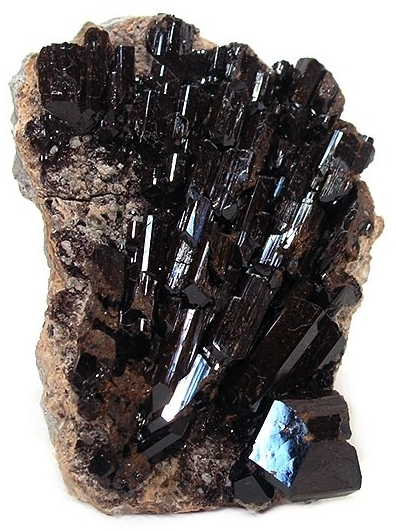
Buergerita

Encara que és un ciclosilicats, alguns dels seus tetraedres de silicat estan substituïts per tetraedres de borat, per la qual cosa en realitat és un bor-silicat.
A més dels metalls que constitueixen la seva fórmula, sol portar altres impureses que li donen diferents tonalitat de color, entre les més freqüents: titani, manganès, magnesi, calci i potassi.
Forma una sèrie de solució sòlida amb la dravita (NaMg₃Al₆(BO₃)₃Si₆O18(OH)₄).

## Formació i jaciments
Probablement el la formació d'aquest mineral té un origen pneumatolític, apareixent en cavitats dins de la roca riolita.